# Danh sách tranh cãi, bê bối liên quan đến Đài NHK
Đây là một danh sách chưa hoàn tất, và có thể sẽ không bao giờ thỏa mãn yêu cầu hoàn tất. Bạn có thể đóng góp bằng cách mở rộng nó bằng các thông tin đáng tin cậy.
NHK là đài truyền hình quốc gia lớn nhất tại Nhật Bản, trực thuộc của Chính phủ Nhật Bản. Trong quá trình lịch sử hoạt động và phát triển, đài NHK đã từng vướng phải không ít những bê bối, tranh cãi, chỉ trích nặng nề từ khán giả và cũng từng bị xử phạt. Dưới đây là Danh sách tranh cãi, bê bối liên quan đến đài NHK.

## Vụ tham ô kinh phí sản xuất chương trình
Một báo cáo trên tạp chí Shūkan Bunshun cho biết nhà sản xuất chính của đài NHK đã niêm yết kinh phí sản xuất lên đến 62 triệu yên. Từ năm 1998 đến năm 2001, nhà sản xuất chính này đã trả tiền cho một công ty khác mà không có căn cứ rõ ràng. Nhiều người cũng phát hiện đài NHK đã biết về vụ lừa đảo vài năm trước và đã phớt lờ vụ việc bất chấp dư luận chỉ trích, lên án.
Vụ tham ô này đã gây ra một cú sốc lớn vì lệ phí đăng ký đã được thực hiện và chương trình Kōhaku Uta Gassen đã được đưa vào giai đoạn gian lận. Nhà sản xuất chính thực hiện hành vi tham ô đã bị đài NHK kiện ra toà. Toà án đã truy tố nhà sản xuất chính và kết án 5 năm tù vì tội tham ô vào năm 2006.
Sau khi vụ việc này được đưa ra công khai, sự chỉ trích từ khán giả trở nên gay gắt hơn. Từ năm 2004 đến tháng 3 năm 2005, có khoảng 750.000 trường hợp từ chối trả lệ phí xem truyền hình trong khi phần lớn doanh thu đài NHK phụ thuộc vào thu phí phát sóng. Đài NHK hiện đang phải đối mặt với cuộc khủng hoảng lớn nhất kể từ khi thành lập.

## Phóng viên tử vong vì làm việc quá sức
Ngày 24 tháng 7, 2013, phóng viên Miwa Sado làm việc tại NHK đã tử vong vì suy tim, đáng chú ý hơn là cô làm thêm tới 159 giờ đồng hồ, chỉ trong vòng 1 tháng và không nghỉ ngày nào. Vào tháng 5, 2014 Văn phòng Thanh tra Tiêu chuẩn Lao động Shibuya của Cục Lao động Tokyo đã kết luận đây là hiện tượng karōshi (chết do lao động quá độ). Nhưng mãi đến ngày 4 tháng 10, 2017 vụ việc trên được đưa ra công khai. Ryōichi Ueda, tổng giám đốc của NHK, đã đến thăm nhà gia đình của phóng viên và xin lỗi họ. Người phát ngôn của đài NHK nói rằng:
"Chúng tôi đã không đưa ra thông báo theo yêu cầu của gia đình của họ, vì vậy chúng tôi đã không đưa tin về vụ việc trên."
Sau sự việc trên, đài NHK đã ban hành về giảm giờ làm dành cho tất cả những người làm việc, áp dụng các tiêu chuẩn sức khỏe và tổ chức các buổi tập huấn về vấn đề karoshi. Nhưng đài NHK vẫn bị chỉ trích nặng nề, nhiều người khẳng định rằng nếu gia đình họ không tiết lộ sự thật, họ sẽ tiếp tục che giấu thông tin.

## Lạm dụng từ mượn Tiếng Anh trên sóng truyền hình
Năm 2013, người đàn ông mang tên Hoji Takahashi, 71 tuổi đã đâm đơn kiện NHK vì đài này đã lạm dụng quá nhiều từ mượn tiếng Anh, thay vì dùng tiếng Nhật. Ông Takahashi cũng cáo buộc đài NHK vô trách nhiệm vì đã không sử dụng các từ tương đương có trong tiếng Nhật.
Trong đơn kiện, người đàn ông nói rõ nhà đài có xu hướng sử dụng ngày càng nhiều các từ vay mượn tiếng Anh như risuku (risk: nguy cơ), toraburu (trouble: rắc rối), asurito (athlete: vận động viên).
Luật sư Mutsuo Miyata nói với các phóng viên rằng, cơ sở để ông Takahashi kiện đài NHK là Nhật Bản đang bị Mỹ hóa quá nhiều. Sau Thế chiến 2 và trong suốt thời kỳ Mỹ chiếm đóng, tiếng Anh trở nên phổ biến ở Nhật Bản. Tiếp đó là một trào lưu người Nhật yêu thích nhạc pop của Mỹ. Từ vựng tiếng Nhật ngày nay pha trộn nhiều từ mượn từ tiếng Anh, trong đó nhiều từ đã được cải biến phát âm để phù hợp với cấu trúc tiếng Nhật.

## Trừ lương vì sai phạm
Hai nhân viên làm việc ở đài NHK bị cáo buộc là biển thủ tiền của công ty hồi năm 2015 tổng cộng là 200 triệu yên, tương đương 1,8 triệu USD. Vụ bê bối gây ảnh hưởng lớn đến đài NHK.
Toàn bộ các thành viên trong ban lãnh đạo của đài NHK đã tự trừ lương của mình để thể hiện trách nhiệm đối với sai phạm của các nhân viên dưới quyền vì đã không kiểm soát chặt họ.

## Bị kiện vì sử dụng ảnh trái phép
Vào tháng 4 năm 2008, đài NHK đã sử dụng bức ảnh cối xay gió do một nhiếp ảnh gia sống ở Sapporo chụp lại nhằm mục đích cho một chương trình tin tức về việc thành lập quỹ phát điện gió của một công ty. Nhiếp ảnh gia đã  kiện đài NHK và các phóng viên phụ trách đưa tin tại Tòa án Quận Sapporo và tuyên bố rằng bức ảnh đã được đài NHK sử dụng trái phép mà chưa xin phép tác giả. Trái lại, đài NHK lập luận rằng không có quy ước hoặc nghĩa vụ nào phải chỉ ra nguồn gốc khi báo cáo vụ việc. 
Vào ngày 10 tháng 11 năm 2010, tòa án quận Sapporo đã phán quyết rằng các bức ảnh không liên quan gì đến việc thành lập quỹ. Sau khi phán quyết, toà án đã yêu cầu đài NHK bồi thường cho tác giả của ảnh đó khoảng 400.000 yên.

## Đưa tin sai về tên lửa Triều Tiên
Ngày 27 tháng 12, 2019, Đài NHK đã đưa tin trên trang web một tên lửa của Triều Tiên đã rơi xuống biển, cách đảo Hokkaido của Nhật Bản khoảng 2.000 km về phía Đông. Tuy nhiên, đài NHK sau đó thừa nhận đã đưa tin sai và xóa bài đăng, qua đó xin lỗi khán giả và công chúng.
"Bản tin về tên lửa Triều Tiên là một sự nhầm lẫn. Dòng thông báo đó được sử dụng cho mục đích đào tạo và không dựa trên sự kiện có thật."
Nhiều chính trị gia cũng bức xúc và chỉ trích rằng:
Sự việc trên đã đưa thông tin sai lệch khiến nhiều chính trị gia Nhật Bản rất tức giận, cho rằng ngay cả một cơ quan truyền thông đáng tin cậy như NHK cũng mắc sai lầm như vậy, nếu thật sự xảy ra chuyện thì ai sẽ chịu trách nhiệm?

Masamune Wada, một thượng nghị sĩ Nhật Bản từng là người dẫn chương trình của đài NHK, cho biết dựa trên kinh nghiệm của chính ông khi làm việc ở đài NHK, tin tức này được đặt trong danh mục cảnh báo khẩn cấp và phải trải qua nhiều bước xem xét thì mới được xuất bản. Đài NHK đã cố gắng sử dụng tuyên bố đơn giản về bản thảo đào tạo được cung cấp sai để khiến nó trở nên đáng ngờ hơn.
Theo Bloomberg, thông tin tên lửa Triều Tiên rơi xuống khu vực cách tỉnh đảo Hokkaido khoảng 2.000 km về phía đông được phát vào ngày 27 tháng 12, 2019 thực chất là sử dụng từ ngữ tương tự bản tin được phát hồi tháng 9, 2017.
Đây là lần thứ hai đài NHK đưa tin sai thông tin Triều Tiên phóng tên lửa chỉ trong hai năm qua.

## Phát đoạn video gây sốc
Ngày 9 tháng 6, 2020, đài NHK đã phát đoạn video ngắn lấy bối cảnh về các cuộc biểu tình George Floyd đang lan rộng khắp nước Mỹ. Đoạn video trên miêu tả một người đàn ông da đen lực lưỡng mặc áo ba lỗ màu trắng cầm một chiếc ví rỗng không, giơ nắm đấm và hét vào mặt một người đàn ông da trắng mặc đầy đủ quần áo. Ngoài ra, họ chỉ khắc họa sự khác biệt về kinh tế giữa người da màu và da trắng, cũng như chỉ ra đại dịch COVID-19 đã khiến người da màu mất việc. Đoạn phim hoạt hình đã thu hút được 1.2 triệu lượt xem.
Đoạn phim hoạt hình của đài NHK đã gây bức xúc cho người xem, thậm chí hàng trăm người Nhật Bản giận dữ xuống đường phố thủ đô và thành phố phía Tây Osaka vào cuối tuần để bày tỏ sự ủng hộ tới phong trào Black Lives Matter. Những người biểu tình cũng chỉ trích cảnh sát Nhật Bản nhắm vào người nước ngoài sau khi một công dân Kurd được cho là bị cảnh sát quật ngã xuống đường.

## Bị phạt vì vi phạm Luật bưu chính
Bộ Nội vụ và Truyền thông Nhật Bản đã xác nhận rằng, năm 2022 và 2023, hơn 3 triệu tài liệu thông tin hợp đồng tiếp nhận mới mà NHK ủy thác cho một nhà điều hành kinh doanh bên ngoài có dấu hiệu vi phạm Luật Bưu chính và yêu cầu đài NHK phải khắc phục lỗi vi phạm trên.

## Lệ phí đóng tiền truyền hình
Năm 1950, Nhật Bản đã ban hành luật phát thanh truyền hình áp dụng cho tất cả mọi công dân mang quốc tịch Nhật Bản. Luật này quy định rằng đài NHK là một đài truyền hình công cộng hoạt động bằng lệ phí vì tất cả khán giả đều xem đài truyền hình này, và bất cứ ai có TV (sửa đổi năm 2000: kết nối internet) đều phải ký kết hợp đồng truyền hình với đài NHK và phải đóng lệ phí truyền hình.
Lệ phí truyền hình không được một số người dân chấp thuận. Vào năm 2013, Đảng NHK chính thức thành lập. Mục tiêu chính Đảng NHK là phản đối lệ phí truyền hình của đài NHK với các đại diện trong thượng viện Nhật Bản.

### Quân đội Hoa Kỳ tại Nhật Bản từ chối đóng phí truyền hình
Quân đội Hoa Kỳ đóng quân tại Nhật Bản ngoan cố từ chối ký kết hợp đồng thu phí truyền hình NHK và đưa ra lý do là vì không có hợp đồng nên họ không phải đóng phí truyền hình cho đài NHK.
Vấn đề ở đây là thiết bị TV trong nhà ở quân đội Hoa Kỳ và các cơ sở trên căn cứ. Ban đầu, Quân đội Hoa Kỳ tại Nhật Bản được miễn các loại thuế khác nhau theo thỏa thuận. Tuy nhiên, đài NHK đã phớt lờ vấn đề đó.
Ở một số khu vực, các tờ rơi tiếng Anh đã được tạo ra và các hợp đồng thu phí truyền hình đã được thu hút, vì vậy quân nhân tại mỗi căn cứ đã gửi yêu cầu đến cơ quan chính (Lực lượng Không quân số 5 tại căn cứ Không quân Yokota). Kết luận của cơ quan chính cho nó là không cần hợp đồng thu phí truyền hình. Có thể quân nhân Hoa Kỳ cũng không hiểu khái niệm về hợp đồng thu phí truyền hình.
Đáp lại, đài NHK đã bác bỏ vấn đề này như một trường hợp ngoại lệ. Các phương tiện truyền thông đại chúng tại Nhật Bản không đưa tin nhiều về vấn đề này và nó không trở thành chủ đề được thảo luận. Tuy nhiên, với sự phát triển của Internet từ những năm 2000, vấn đề này đã được công chúng biết đến rộng rãi.
Gần đây, đài NHK đã thông báo rằng họ sẽ khởi kiện nếu Quân đội Hoa Kỳ tại Nhật Bản từ chối ký kết hợp đồng.

## Bê bối nhân viên

### Phóng viên của NHK Fukushima bị bắt
Ngày 6 tháng 8, phóng viên Hiroshi Murakami làm việc tại đài truyền hình NHK Fukushima đã bị bắt vì nghi ngờ lái xe khi uống rượu ở thành phố Iwaki, tỉnh Fukushima.

## Trụ sở bị đe doạ

### Vụ nổ tại trụ sở NHK Fukuoka
Vào lúc 17:30 (JST), ngày 22 tháng 2 năm 2009 có một vụ nổ xảy ra gần trước trụ sở vào NHK Fukuoka. Tại hiện trường là những mảnh vỡ những thùng nhựa chứa chất lỏng giống như xăng bị bỏ lại. Một người đàn ông khả nghi đã bị camera an ninh ghi lại và Sở cảnh sát tỉnh Fukuoka đang truy tìm người đàn ông này.